# 道の駅たのうら
道の駅たのうら（みちのえき たのうら）は、熊本県葦北郡芦北町にある国道3号の道の駅である。南九州西回り自動車道 田浦ICと隣接している。

## 施設
- 駐車場
  - 普通自動車・軽自動車：84台
  - 大型自動車・中型自動車：20台 ※バス専用駐車スペースあり
  - 身障者専用（普通自動車・軽自動車兼用）：5台
  - 電気自動車(EV/PHEV)専用急速充電スペース・駐車スペースあり
- トイレ
  - 男：大 6器（2器）、小 8器（4器）
  - 女：11器（6器）
  - 身障者専用：2器（1器）

※（）内は、24時間利用可能
- 公衆電話
- 公衆FAX
- レストラン「たばくまん」（11:00 - 19:00）
- 物産館
- インフォメーションセンター

## 休館日
- 第2・4水曜日、年末年始（レストラン、物産館）
- 年中無休（インフォメーションセンター）

## アクセス
- 国道3号
  - E3A 南九州西回り自動車道（日奈久芦北道路） : 田浦IC

### バス路線
道の駅たのうら停留所 - 南九州西回り自動車道高架下にある。
- 産交バス

[11] 日奈久・旭中央・八代駅経由八代市役所前行き
[1] 佐敷・津奈木駅・水俣駅経由水俣産交行き

## 周辺
- 芦北町役場 田浦基幹支所
- 肥薩おれんじ鉄道線 たのうら御立岬公園駅
- E3A 南九州西回り自動車道 田浦IC
- 御立岬公園
- 田浦港
- 不知火海